# 野性妹網
野性妹網（Girls Gone Wild, GGW），是在1997年，由乔·法蘭斯，於美國加州洛杉磯（總部）成立一家色情網站。
它主要業務是在美國各大洲省份，經營最早是由直銷市場廣告性，擴展至資訊型廣告方式經營色情拍攝。它在拍攝成人電影作品，已達至200多部電影。但经常官司缠身，包括不正当销售 
2004年，GGW决定以1100万美元对乱收费一案达成庭外和解。。
在2013年，GGW Brands LLC進行以第11章申請破產保護。有傳聞指出，維維迪娛樂股份有限公司進行收購，但未證實。

## 連結
- GirlsGoneWild.com （页面存档备份，存于）